# Wilfride Piollet
Wilfride Piollet, née le 28 avril 1943 à Saint-Rambert-d'Albon, dans la Drôme, et morte le 20 janvier 2015 à Rueil-Malmaison, est une danseuse étoile française, chorégraphe.

## Biographie
- 1945-1955 : école Irène Popard
- 1955-1960 : école de Danse de l'Opéra de Paris

- Principaux professeurs :
  - danse classique : Lioubov Iegorova, Marguerite Guillaumin, Vera Volkova, Yves Brieux, Serge Perrault, Serge Peretti ;
  - danse jazz : Gene Robinson ;
  - mime : Georges Wague ;
  - piano : école Marguerite-Long.

Maurice Béjart lui confie son premier rôle de soliste dans Noces en 1965, puis elle est nommée danseuse étoile en 1969 dans Etudes de Harald Lander.
À l'Opéra et dans le monde entier, elle interprète les grands rôles du répertoire classique (Giselle, Le Lac des cygnes, La Belle au bois dormant, Coppélia, etc.) avec, entre autres partenaires, Rudolf Noureev, Cyril Atanassoff, Fernando Bujones.
Elle forme avec Jean Guizerix un couple pour la danse et la vie qui s’ouvre aux créations contemporaines de Merce Cunningham, Lucinda Childs, Douglas Dunn, Andy Degroat, Félix Blaska, Dominique Bagouet, Daniel Larrieu.
Elle se distingue dans les œuvres néo-classiques de George Balanchine, Jerome Robbins, Serge Lifar, Maurice Béjart, Roland Petit.
Depuis 1977, elle signe ses propres chorégraphies, parmi lesquelles Le Prince de Bois, Huit danses hongroises, Renard, Lettera Amorosa, Dam'Oisel, Momerie. En 1986, elle crée Atys sous la direction de Francine Lancelot.
De 1986 à 2003, avec Jean Guizerix,  elle anime la Compagnie Piollet-Guizerix afin de présenter des programmes d’œuvres de petite forme (Gondolages, Giselle échappée, L’éléphant et les faons, Tierce galante.)
De 1989 à 2008, elle enseigne sa méthode ainsi que le répertoire classique au Conservatoire national supérieur de musique et de danse de Paris.
Elle réalise une série de petits livres destinés aux enfants et leurs professeurs : Les gestes de Lilou qui sont mis en ligne sur le net en 2008 et publiés au sein du site « lesbarresflexibles.fr ».
À partir de 1990, elle reconstruit certains grands ballets du répertoire (Coppélia) et continue la création chorégraphique sous des formes diversifiées (Le petit Atelier, Romance), avec, en 2005, L'Amour médecin pour la Comédie-Française, et Anonymes, en 2006, pour l'Ecole Nationale des Arts du Cirque de Rosny avec Jean Guizerix.
De 2009 jusqu'à sa mort, elle travaille très régulièrement avec le conservatoire à rayonnement régional de Strasbourg (spectacles, conférences, pédagogie auprès de Chantale Chazée).
Après avoir pu vivre une dédicace de ses derniers ouvrages à la libraire de l'Opéra, elle décède le 20 janvier 2015 d'un cancer d'origine mal déterminée, métastasé dans les os.
Elle repose au cimetière de Poissy, ville des bords de Seine où elle vécut dès 1971.

## Activités d'interprète
- 1960 : engagée dans le corps de Ballet de l'Opéra de Paris
- 1963 : coryphée
- 1964 : sujet
- 1966 : première danseuse
- 1969 : nommée étoile
- 1983 : création de Nouvelle lune c-à-d (Andy Degroat) pour son départ de l'Opéra

Invitée par Rudolf Noureev, elle danse à l’Opéra jusqu’en 1990, année du départ de Jean Guizerix (Carte Blanche).
À l'Opéra et un peu partout dans le monde, elle interprète le répertoire classique, néo-classique, contemporain et à partir des années 1980, baroque et renaissance. Elle termine sa carrière d’interprète en 2003 avec un spectacle autour des danses d’Isadora Duncan travaillées avec Madeleine Lytton, accompagnée par Jean Guizerix.

## Recherches
En 1973, à l’occasion de la création de Un jour ou deux à l’Opéra, elle remarque qu’après un cours de Merce Cunningham ses mouvements sont bien plus aisés qu’après un échauffement traditionnel. Elle délaisse alors les exercices à la barre et commence à s’entraîner directement “au milieu” de la salle de danse. Peu à peu elle s’engage dans une recherche qui l’amène à créer une technique novatrice en matière de compréhension du  mouvement, les barres flexibles. 
Étroitement liée à la mémoire du corps et à l'imaginaire mis en jeu, elle repense entièrement l'entraînement du danseur dans une pratique dénuée de toute esthétique particulière et nourrie de nombreuses notions d' analyse fonctionnelle du corps dans le mouvement dansé, issues en partie de sa collaboration avec Odile Rouquet et de sa rencontre avec Bonnie Bainbridge-Cohen.
Sa philosophie de la danse et ses recherches ont donné lieu à la publication de plusieurs ouvrages :
- 1986 : Parallèle, Wilfride Piollet et Jean Guizerix, Alain Bordas. Livre témoignant de leur vie d'interprètes ;
- 1999 : Rendez-vous sur tes barres flexibles, Wilfride Piollet, en collaboration avec Gérard-Georges Lemaire et Jean Guizerix et Barres flexibles (Partitions de Noëlle Simonet, Claire Bernard, Monique Duquesne, réalisation Francette Levieux). Éditions de l'Oiseau de Feu
- en 2005 Paroles de Rachel (Sens et Tonka) ;
- 2005-2008 : ces ouvrages, consacrés  aux possibilités de lecture du mouvement d'une part et aux exercices issus de sa méthode d'entraînement d'autre part, sont réédités aux éditions Sens et Tonka et l’Une et l’Autre ;
- 2012 : publication, par l’Une et l’Autre, de Wilfride Piollet Jean Guizerix, Giselle, texte de T.Gautier pour le ballet Giselle d’après l’édition originale Les beautés de l’Opéra paru en 1844 ;
- 2014 : publication par l'Une et l'Autre, de Aventure des Barres Flexibles et Synthèse des Barres Flexibles - Wilfride Piollet- (partitions Laban de Noëlle Simonet).

## Pédagogie: conférences, universités
À partir de 1990, elle s'associe avec Noëlle Simonet pour la notation des exercices de sa méthode en écriture Laban. Au CNSMDP elle conduit le travail d’analyse de Claire Roucolle (2005), Linièle Chane et Kyung-eun Shim (2008) pour leurs épreuves de perfectionnement en Notation Laban.
Elle présente en France et à l’étranger des conférences et événements autour de la danse parmi lesquels Sur la trace des Dames Blanches (commande de la Cinémathèque française de la Danse).
Plusieurs travaux universitaires sont nés de sa conception de la danse :
- Maîtrises :
  - Élodie Bergerault, 1999, Université Paris VIII - Wilfride Piollet, une pédagogie, un regard d'élève,
  - Christophe Duveau, 2004, Faculté de Lettres Nice Sophia-Antipolis - La méthode de Wilfride Piollet (précédé d’un Mémoire en analyse fonctionnelle du mouvement dansé, en 1997 - Le rôle du toucher dans les appuis sur le corps) ;
- Master :
  - Michel de Saint Rapt, 2005, Université Blaise Pascal Clermont-Ferrand - Wilfride Piollet : quel corps fait-elle danser ? ;
- Thèse :
  - Nadège Tardieu, 2006, Université Blaise Pascal Clermont-Ferrand - Savoirs en construction dans la danse classique de Wilfride Piollet: Anthropologie de la transmission.

Depuis 1990 jusqu'à sa mort, elle est périodiquement invitée à présenter son travail dans diverses universités, instituts des arts ou centres de formation nationaux ou internationaux notamment à : Nice, Louvain, Montréal, Tokyo, Osaka, Prague et Damas.
En 2002 – 2003, elle est membre du réseau soutenu par le Ministère de la Recherche et la DMDTS du Ministère de la Culture et de la Communication : Le mouvement dansé : recherches pluridisciplinaires et processus de création, de la Maison des Sciences de l’Homme et de la Société de l’Université de La Rochelle.
Elle a également été membre du Laboratoire d’Anthropologie des Pratiques Corporelles (Labracor), Université Blaise Pascal (Clermont 2) Clermont-Ferrand.

## Distinctions
En 1989, elle est nommée commandeur dans l'ordre national du Mérite.
Elle était membre du Conseil de l'ordre national du Mérite, depuis 2008.
Elle fut vice-présidente du Pôle supérieur d'enseignement artistique Paris Boulogne-Billancourt (PSPBB), de 2010 à 2014.